# بيلي براون
بيلي براون (بالإنجليزية: Billy Brown)‏ (و. 1900 – 1985 م) هو لاعب كرة قدم، من المملكة المتحدة، ولد في إنجلترا، يلعب كمهاجم، توفي عن عمر يناهز 85 عاماً.

## روابط خارجية
- بيلي براون على موقع قاعدة بيانات كرة القدم.إي يو (الإنجليزية)
- بيلي براون على موقع ناشيونال فوتبول تيمز (الإنجليزية)